# Пупупіду (фільм)

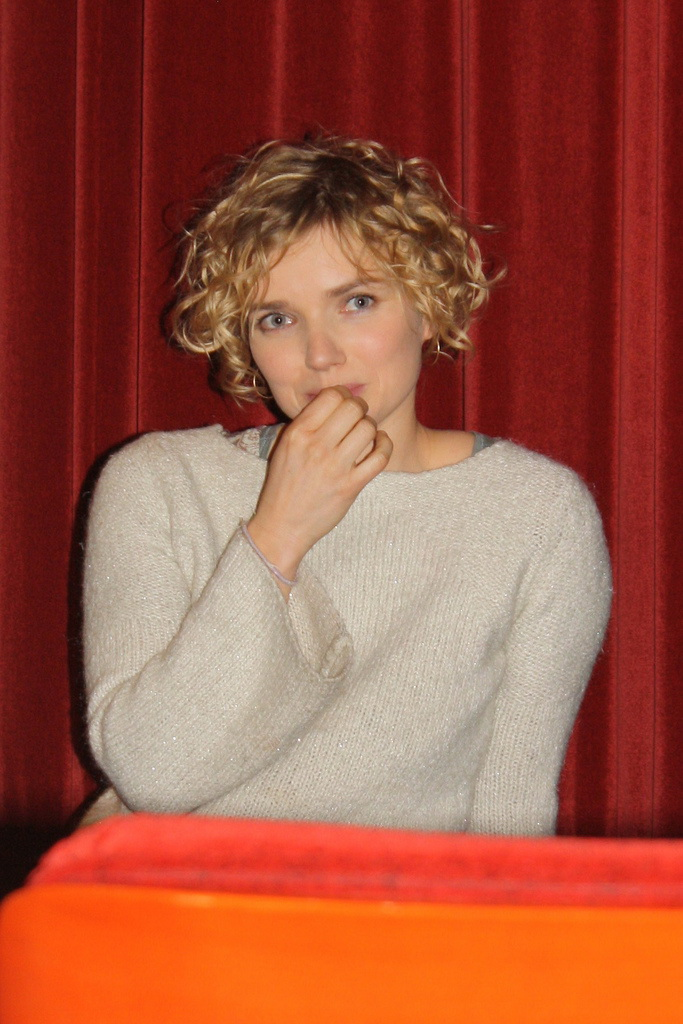
Софі Квінтон. 2011

«Пупупіду»  (фр. Poupoupidou) — назва фільму походить від скету відомої пісні, уперше записанної у 1928 році, «I Wanna Be Loved by You», яку згодом виконала Мерілін Монро у фільмі «У джазі тільки дівчата».

## Зміст
Давид Руссо (фр. David Rousseau) досить відомий в Парижі письменник. Кандіс Лекер (фр. Candice Lecoeur) красива блондинка родом з французької провінції, переконана в тому, що в минулому житті вона була Мерілін Монро. Вони знову зустрінуться в Муті, найхолоднішому містечку Франції на кордоні зі Швейцарією.
Щоб владнати справи спадщини, туди приїжджає Давид Руссо — відомий автор детективних романів. Давид у творчій кризі — аванс від видавництва є, сюжету для роману немає. Своєрідною пам'яткою містечка була чарівна Кандіс Лекер, яка одного разу зіграла роль Мерилін Монро для реклами сиру, і в цій же ролі пішла з життя з причини самогубства. «Самогубство» — найкраща версія смерті для місцевої поліцейської дільниці, яка тверезо оцінює свої експертно-наслідкові можливості. Але для досвідченого детектива Руссо ця версія не очевидна. Відчувши в цій події сюжет для нового роману, Давид починає власне розслідування.

## Ролі
| Актор           | Роль                        |
| --------------- | --------------------------- |
| Жан-Поль Рув    | - Давид Руссо               |
| Софі Квінтон    | - Кандіс Лекер              |
| Гійом Гуї       | - жандарм Брюно Лелю        |
| Олів'є Рабурден | - Кольбер, командир бригади |
| Клара Понсо     | -                           |
| Арсіне Ханджян  | -                           |
| Ерік Руф        | -                           |
| Льє Салем       | -                           |
| Жозефін де Мо   | -                           |
| Кен Семюелс     | -                           |

## Знімальна група
- Режисер — Жеральд Юсташ-Матьє
- Сценарист — Жеральд Юсташ-Матьє, Джульєта Сейлс
- Продюсер — Ізабель Мадлен
- Композитор — Стефан Лопез